# امیدچه
امیدچه روستایی است که در استان اردبیل، شهرستان اردبیل، بخش مرکزی، دهستان سردابه قرار دارد. 

## جمع
1. ↑  سلطان (۱۴۰۳). پارامتر |عنوان= یا |title= ناموجود یا خالی (کمک); پارامتر |پیوند= ناموجود یا خالی (کمک)